# Alexandra Reck
Alexandra Reck (* Anfang des 21. Jahrhunderts) ist eine deutsche Golferin, die schon bald nach ihrem Einstieg in die Sportart bei Golfwettkämpfen von Special Olympics Deutschland auf regionaler und nationaler Ebene zahlreiche Medaillen gewann. Sie repräsentierte Deutschland bei den Special Olympics World Summer Games 2019 in Abu Dhabi und gewann dort eine Silbermedaille.

## Leben und Karriere
Alexandra Reck wurde mit dem Down-Syndrom geboren. Sie lebt in Bielefeld und war dort Schülerin der Mamre Patmos-Schule, einer Förderschule für Kinder und Jugendliche mit Behinderungen.
Mit dem Golfspiel begann sie erst Mitte der 2010er Jahre. Sie nahm 2016 an den nationalen Spielen von Special Olympics  in Hannover und an regionalen Spielen teil, wo sie eine Bronzemedaille gewann.
Drei Jahre später qualifizierte sie sich für die Special Olympics World Summer Games 2019 in Abu Dhabi und startete in Level I, dem Geschicklichkeits-Wettbewerb. Dort müssen die Athletinnen und Athleten mit Holz- und Eisenschlägern das ganze Repertoire der Schläge zeigen. Etwa 120 Teilnehmer präsentierten Short-Putt, Long-Putt, Chipschlag und Pitchschlag. Auch möglichst weite Schläge mit einem Eisen- und einem Holzschläger standen auf dem Programm. Reck war die zweitjüngste Teilnehmerin im Golf-Wettbewerb. Mit 231 Punkten gewann sie die Silbermedaille für Deutschland, nur sechs Punkte trennten sie von der Goldmedaille.
2022 holte sie bei den Nationalen Spielen von Special Olympics Deutschland eine Silbermedaille. Im selben Jahr entzündete sie bei den Landesspielen Nordrhein-Westfalen von Special Olympics Deutschland in Bonn zusammen mit dem Leichtathleten Julian Steffens das olympische Feuer und rief den Beginn der Spiele aus. Alexandra Reck war auch auf den Bildmotiven der Eventkampagne zu sehen und damit Gesicht der Spiele.